# Hilbertzkotten
Der Hilbertzkotten ist ein ehemaliger Schleifkotten und heutiges Wohnhaus in der bergischen Großstadt Solingen.

## Lage und Beschreibung
Das Gebäude befindet sich südlich von Solingen-Widdert im Ort Untenrüden an der Wupper. Es bildet den Abschluss der geschlossenen Bebauung des Ortes entlang der Straße Untenrüden, die in östliche Richtung weiter zum Nachbarort Obenrüden führt.
Bei dem ehemaligen Hilbertzkotten handelt es sich um ein eingeschossiges, traufenständiges, Fachwerkhaus mit Satteldach und vier Fensterachsen. Westlich befindet sich ein kleiner Anbau mit Pultdach, in dem sich die Eingangstür befindet.

## Geschichte
Der Erbauer des Kottens, der den Namen Hilbertz trug, ließ den Kotten 1924 durch einen Mühlenbetrieb aus Wüstenhof errichten. Im Gegensatz zu den traditionellen mit Wasser- oder Dampfkraft angetriebenen Kotten befand sich im Hilbertzkotten ein Elektromotor, der bis zu drei Schleifplätze antrieb. Der Garten wurde von der Familie landwirtschaftlich genutzt.:39
Der Kotten blieb bis 1970 im Familienbesitz. Im Jahre 1979 wurde der Schleifbetrieb eingestellt und das Gebäude in ein Wohnhaus umgewandelt.:39
Das im Originalzustand erhaltene Gebäude wurde am 9. Juli 2007 unter der laufenden Nummer 921 in die Solinger Denkmalliste eingetragen. Bereits in den 1920er Jahren bei Verschönerungswettbewerben ausgezeichnet, knüpfte es mit seiner Fachwerkkonstruktion an die traditionelle Bauweise in den Hofschaften Unten- und Obenrüden an. Der Kotten passte damit auch zu der im Nationalsozialismus verklärten Kotten- und Hofschaftsromantik.:39